# Unfallkrankenhaus Casa Austria

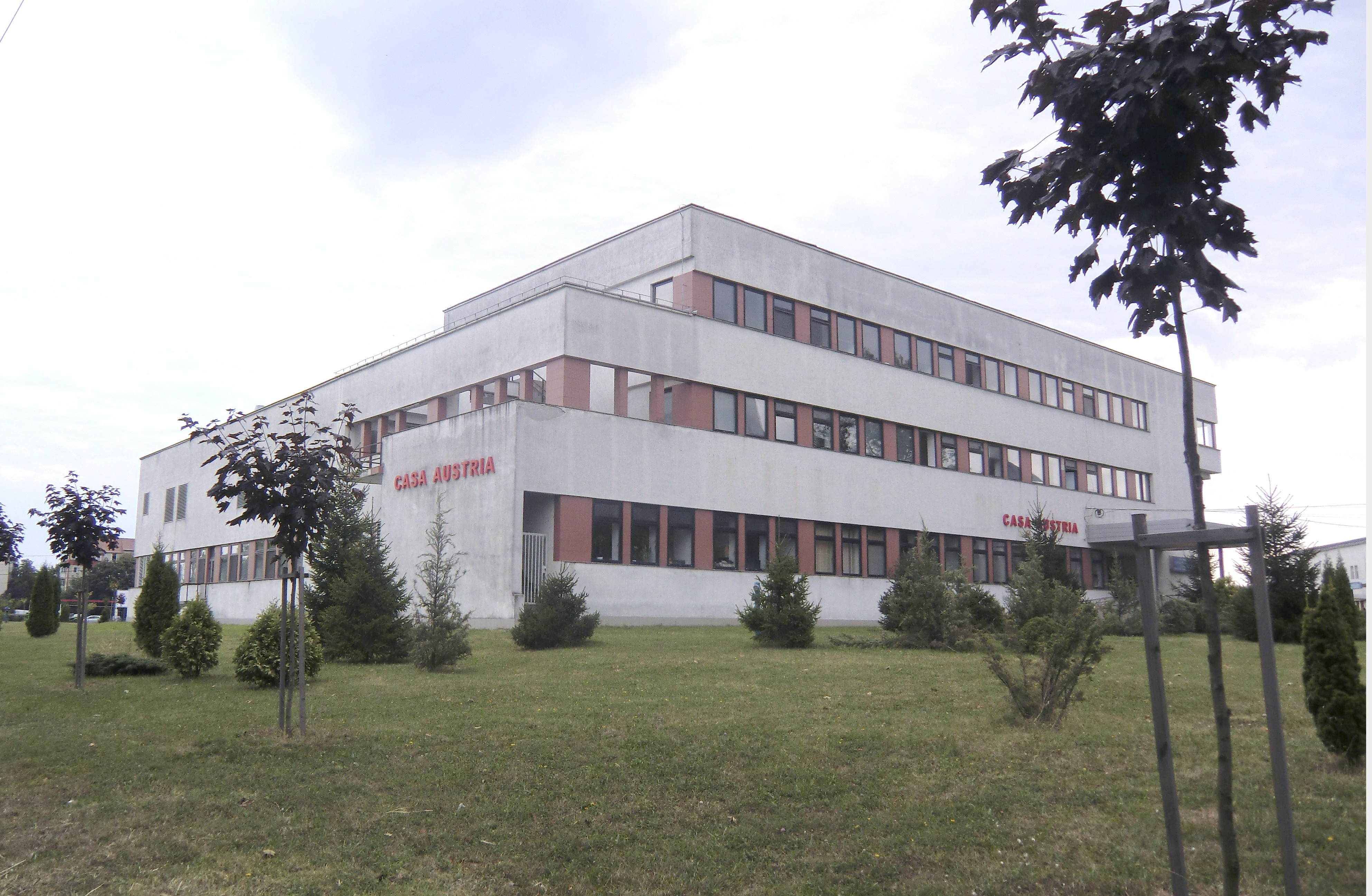
Unfallkrankenhaus Casa Austria, Timișoara 2010

Das Unfallkrankenhaus Casa Austria (rumänisch Spitalul Clinic Județean de Urgență Casa Austria) ist ein Unfallkrankenhaus in Timișoara Rumänien, das am 16. Mai 2003 auf Betreiben des Wiener Unfallchirurgen Johannes Poigenfürst nach modernsten europäischen Standards gebaut wurde.

## Geschichte
Die Idee, ein modernes Unfallkrankenhaus nach modernsten EU-Standards in Timișoara zu bauen, hatte Johannes Poigenfürst bereits während der Tage der Rumänischen Revolution von 1989. Ende Dezember 1989 traf er mit einem Hilfstransport mit Ärzten, Medikamenten und medizinisch-technischen Geräten in Timișoara ein.
In die orthopädische Klinik am Bulevardul Mihai Viteazul in Timișoara waren am 26. Dezember 76 Personen mit schweren Schussverletzungen eingeliefert worden. Die rumänischen und die österreichischen Ärzte operierten einige Tage gemeinsam; die schwierigen Fälle wurden nach Wien gebracht, wo die technische Ausstattung und die Rehabilitationsmöglichkeiten besser waren. Zurückgekehrt nach Wien startete Johannes Poigenfürst eine großangelegte Kampagne zum Sammeln von Spendengeldern für den Bau einer Unfallklinik in Timișoara nach neuesten EU-Standards. Zu diesem Zweck gründete er die Stiftung Casa Austria und brachte durch erfolgreiches Fund-Raising 2,54 Millionen Euro ein. Die Osthilfe der Caritas steuerte noch einmal so viel bei. Am 16. Mai 2003 wurde das Unfallkrankenhaus Casa Austria feierlich eröffnet.

## Beschreibung
Die Unfallklinik Casa Austria verfügt über 60 Betten und behandelt jährlich 1500 Patienten stationär. Die laufenden Kosten werden von der rumänischen Krankenkasse getragen, die Kosten für die medizinischen Wirkstoffe werden über ein von der Caritas Timișoara verwaltetes Spendenkonto beglichen. Mittlerweile ist das Casa Austria in Timișoara nicht nur ein hoch modernes Krankenhaus, sondern auch ein Ausbildungsort und ein Fortbildungszentrum für Ärzte und Pflegepersonal. Das Casa Austria brachte ein völlig neues Behandlungskonzept nach Rumänien, das Poigenfürst als Chef des Böhler Unfallkrankenhauses in Wien entworfen hatte. Das Kernprinzip besteht darin, nicht der Schwerstverletzte wird zum Arzt in die einzelnen Abteilungen gebracht, sondern vor Ort betreut a priori ein multidisziplinäres Experten-Team.
Das Krankenhaus Casa Austria hat drei Abteilungen:
- eine Abteilung für Plastische und Rekonstruktions-Chirurgie
- eine Abteilung für großflächige Verbrennungen
- eine Abteilung für Polytraumatologie, die einzige dieser Art in Rumänien.